# Мой автограф
Мой автограф (канн. ನನ್ನ ಆಟೋಗ್ರಾಫ್; англ. My Autograph) — индийский фильм на языке каннада, вышедший в прокат 17 февраля 2006 года, и режиссёрский дебют актёра Судипа, являющийся ремейком тамильского фильма Autograph.

## Сюжет
Фильм начинается с того как Шанкар, управляющий рекламным агентством, отправляется на поезде в его родную деревню, чтобы пригласить всех своих друзей на свадьбу. В вагоне поезда начинается путешествие по его воспоминаниями. Школа, драка с друзьями и первая любовь с одноклассницей Камалой. Шанкар приезжает в деревню и приглашает всех, включая Камалу, которая обещает прийти на свадьбу с мужем и детьми.
Затем он отправляется в Кералу, где учился в колледже. Его главным разочарованием в то время была Латика, местная девушка, с которой они были влюблены, но недолго, поскольку её родители выдали её замуж за её кузена Мадхавана. Добравшись до Кералы, чтобы пригласить её, Шанкар расстроен, увидев свою возлюбленную овдовевшей.
После колледжа, будучи в унынии после неудачи в любви, и он встретил подругу Дивью, которая внушила ему уверенность, раскрыла его скрытые таланты и преподала ему урок, что нужно идти вперед по жизни, не оглядываясь назад. Однако она не сразу раскрыла трагедию, которая произошла в её прошлом.
Со временем она рассказала, что её мать — парализована, и теперь ей приходится тяжело работать ради выживания. Пока она и Шанкар ехали в автобусе, она объяснила, что была влюблена в кого-то и считала, что он хороший человек, но он её обманул. Было подчеркнуто поэтическое повествование о необходимости хорошего друга.
В конце фильма Шанкар женится на девушке Рашми, выбранной его родителями, а все три женщины, сыгравшие свою роль в жизни, и многие друзья колледжа посещают его свадьбу. Также он устанавливает очень хороший финал к основной истории.

## В ролях
- Судип — Шанкар
- Мина[англ.] — Дивья
- Шридевика[англ.] — Латика, сокурсница Шанкара
- Дипу[англ.] — Камала, одноклассница Шанкара
- Шриниваса Мурти[англ.] — отец Шанкара
- Ятхирадж — Сатхья
- Рашми Кулкарни — Рашми, невеста Шанкара

## Саундтрек
| №  | Название            | Исполнители           | Длительность |
| -- | ------------------- | --------------------- | ------------ |
| 1. | «Nannavalu»         | Раджеш Кришнан        |              |
| 2. | «Araluva Hoovugale» | К. С. Читра           |              |
| 3. | «Malle Hudugi»      | Раджеш Кришнан, Рашми |              |
| 4. | «Jagadodharana»     | Рашми, Шривидья       |              |
| 5. | «Kila Kila»         | Четан Соска           |              |
| 6. | «Savi Savi Nenapu»  | Харихаран             |              |

## Критика
Р. Г. Виджаясарати с портала отметил в своём отзыве: «Мой автограф» — приятный фильм, добавив что «оценить вклад Судипа как актера, также как и режиссёра трудно. Достаточно сказать, что он исполнил обе роли очень хорошо».
IndiaGlitz похвалил музыку и операторскую работу, а недостатком назвал длину фильма.
Отзыве на сайте chitraloka.com написали, что «почти идеальные фильмы редко создаются, но это один из них, хотя в первой половине он немного длинный, а язык малаялам не может быть воспринят каннада-язычной аудиторией».